# Monty Reid
Pour les articles homonymes, voir Reid.
Monty Reid (né en 1952 à Spalding, Saskatchewan) est un poète canadien. Depuis 1999, il travaille au Musée canadien de la nature.

## Distinctions
Il a remporté le prix Archibald Lampman en 2007.

## Œuvres
- "five SMALLER dreams", QWERTY, université du Nouveau-Brunswick
- « "Moving the Diorama", Arc 56, été 2006 »(Archive.org • Wikiwix • Archive.is • Google • Que faire ?)
- The Life of Riley, Saskatoon Saskatchewan : Thistledown Press, 1981  (ISBN 978-0-920066-40-9)
- These Lawns, Red Deer AB, Red Deer College Press, 1990
- The Alternate Guide, Red Deer College Press, 1995
- Dog Sleeps, NeWest Press, Edmonton, 1993
- Flat Side, Red Deer College Press, 1998
- Crawlspace, Toronto Ontario: House of Anansi, 1993  (ISBN 978-0-88784-539-0)
- Disappointment Island, Chaudiere Books, 2006  (ISBN 978-0-9781601-1-1)
- Garden, Chaudiere Books, 2014  (ISBN 978-1-9281070-1-9)

Anthologie
Crawlspace, House of Anansi, Toronto (1993)
Chapbooks
- Cuba A book, above/ground press, Ottawa (2005)
- Sweetheart of Mine, BookThug, Toronto (2006)

## Source
- (en) Cet article est partiellement ou en totalité issu de l’article de Wikipédia en anglais intitulé « Monty Reid » (voir la liste des auteurs).